# Monumento de Pedro IV de Portugal
El Monumento a Pedro IV de Portugal se encuentra en la Plaza de la Libertad (Praça da Liberdade, en portugués) en la ciudad de Oporto, en Portugal.

## El monumento
Se trata de una estatua ecuestre del escultor francés Anatole Celestino Calmels. La primera piedra se colocó el 9 de julio de 1862, y se inauguró el 19 de octubre de 1866. Mide 10 metros de altura y pesa cinco toneladas de bronce.

### La escultura
En la estatua, Pedro IV de Portugal monta un caballo al trote, llevando puesto el uniforme del quinto regimiento de cazadores con sombrero de tres picos, que fue su ropa habitual. En su mano derecha sostiene La Carta Constitucional de 1826 y en la izquierda las riendas del caballo.

### El pedestal
El pedestal es una gran base de mármol donde se encuentran dos importantes bajorrelieves.
Los bajorrelieves originales eran de mármol de Carrara, más tarde fueron sustituidos por similares de bronce, estos fueron robados en 2007, año en que la estatua fue restaurada con el programa Pinta com Porto. Dos réplicas se hicieron en marzo de 2008 con fotografías sacadas de los originales.
El primero de los bajorrelieves es el Desembarco de Mindelo, donde vemos a Pedro IV dar la bandera a Tomás de Melo Breyner.
El segundo muestra La entrega del corazón de Pedro IV a la ciudad de Oporto. El corazón se encuentra custodiado en la Iglesia de Lapa.

## Galería

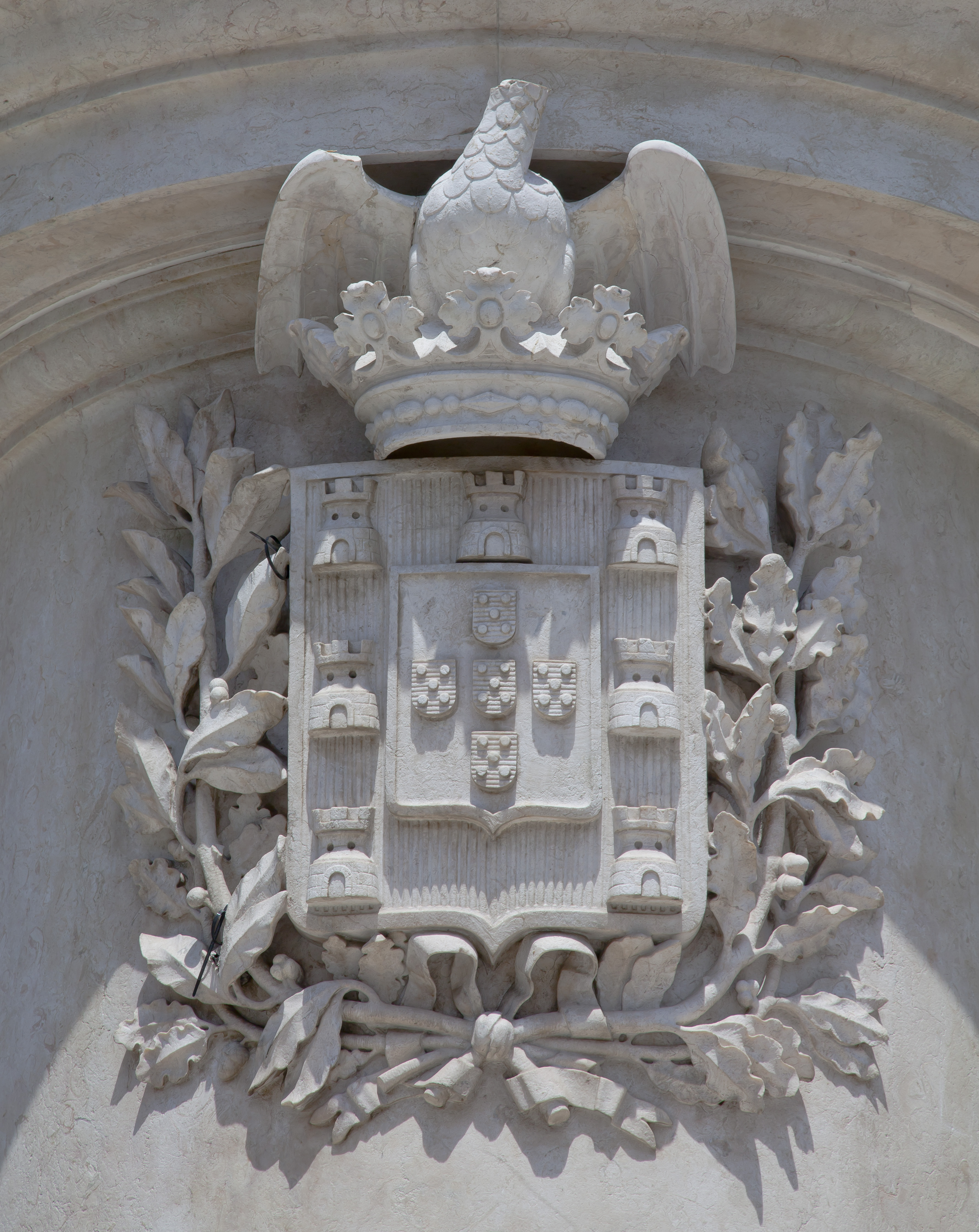
Escudo en el altar
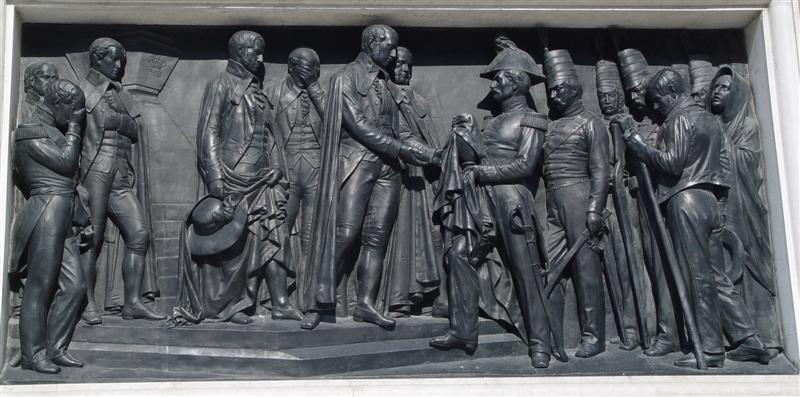
La entrega del corazón
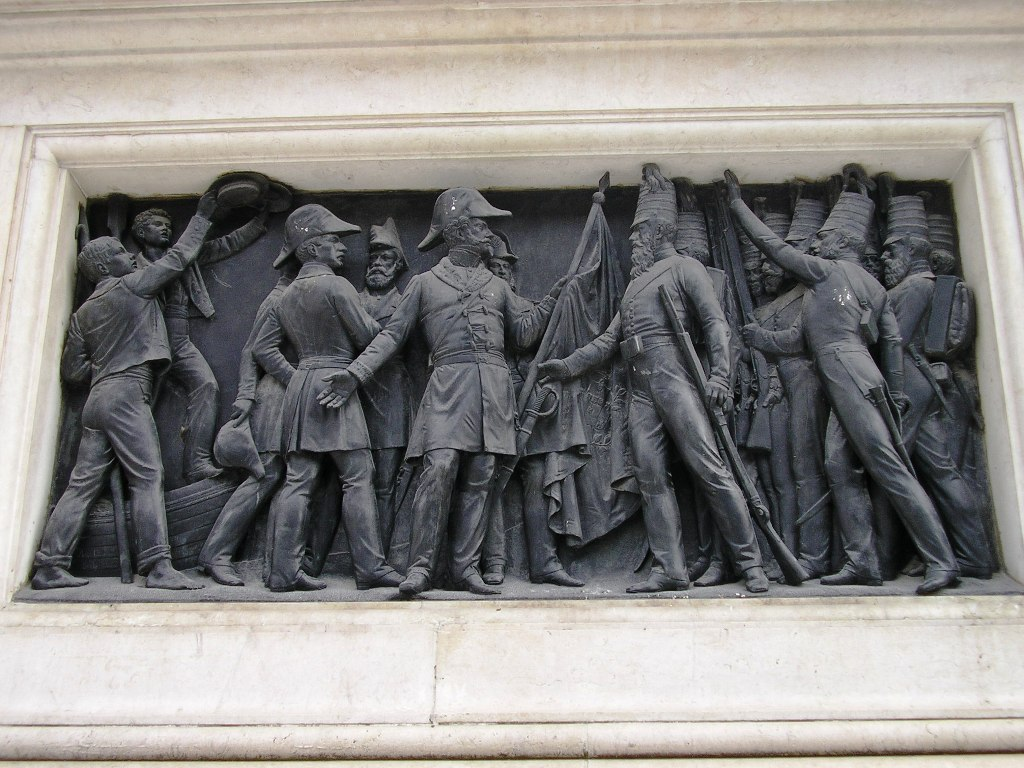
Desembarco de Mindelo